# Harmonies
Harmonies es un juego de mesa de colocación de fichas para entre uno y cuatro jugadores, en el que los jugadores construyen paisajes y crean hábitats colocando fichas de colores y puntuando por el logro de patrones.  Fue diseñado en 2024 por Johan Benvenuto, con ilustraciones de Maëva da Silva.

## Sistema de juego
En cada turno el jugador elegirá un conjunto de tres fichas para colocarlas en la posición que desee de su tablero personal. Opcionalmente, puede elegir también una carta de animal de las cinco mostradas o colocar un cubo de animal en cualquier patrón completado de su tablero que coincida con alguno de los representados en sus cartas de animal. Hay un límite de cuatro cartas por jugador. 
La colocación de las fichas, que representan los distintos tipos de terreno, dependerá de los objetivos de las cartas de animal elegidas y de las reglas de puntuación para los distintos terrenos (bosque, montaña, campo, etc.). Si se han colocado todos los cubos de una carta de animal, esta se retira y se puede tomar una nueva. Al final de la partida, las cartas otorgan puntos en función de cuántes veces se haya logrado el objetivo de la carta, sumándose también puntos por la propia distribución de las fichas en el tablero según unas reglas genéricas e independientes de las cartas.
El juego termina cuando no quedan fichas para rellenar el área central, o cuando al menos un jugador tiene dos o menos espacios vacíos en su tablero. El juego continúa hasta que todos los jugadores hayan terminado la ronda. El jugador con la mayor puntuación gana la partida.
Opcionalmente, se pueden usar cartas adicionales llamadas de «espíritu de la Naturaleza». Durante la preparación, cada jugador elige una de entre dos cartas de espíritu y coloca un cubo de espíritu sobre ella. Siguen las mismas reglas de colocación que las cartas de animal, pero suelen tener un efecto continuo una vez completadas. La carta de espíritu cuenta para el límite de cuatro cartas en la mano.

## Premios y nominaciones
- 2024 Ganador del Swiss Gamers Award [2]
- 2024 Finalista del premio Spiel des Jahres [3]
- 2025 Ganador en la categoría «Best Regular Game» en los BGA Awards [4]
- 2025 Finalista en la categoría «Le Lys Initié» en los premios Prix des Lys [2]
- 2025 Finalista en el premio As d'Or [2]